# Jennifer McKelvie
Pour les articles homonymes, voir McKelvie.
Jennifer McKelvie (née Jennifer Gray en 1977 à East York) est une femme politique canadienne. Elle est adjointe au maire de Toronto de novembre 2022 à juillet 2023 et par la suite députée libérale fédérale de la circonscription ontarienne d'Ajax depuis 2025.

## Biographie
Jennifer McKelvie est docteure en géologie. Elle est bilingue francophone. Elle travaille dans les années 2010 pour Nuclear Waste Management Organization, une entreprise qui travaille à la gestion et au retraitement des déchets nucléaires. 
Elle est candidate une première fois pour être conseillère municipale de Toronto en 2014, et est élue pour le quartier (ward) 25 Scarborough-Rouge Park en 2018 et 2022. John Tory la choisit en 2022 comme adjointe. 
Après la démission de John Tory, annoncée le 10 février 2023,, Jennifer McKelvie exerce certains pouvoirs à la direction de la ville à partir du 17 février mais ne porte pas le titre de « maire par intérim ». Elle exerce ses fonctions jusqu'au 12 juillet suivant, quand Olivia Chow est investie mairesse de Toronto.